# 跃进街道 (齐齐哈尔市)
跃进街道是中国黑龙江省齐齐哈尔市碾子山区下辖的一个街道，处位于城区南部。